# بنجامين فرنسيس
بنجامين فرنسيس (بالإنجليزية: Benjamin Holman)‏ هو صحفي أمريكي، ولد في 1930 في كولومبيا في الولايات المتحدة، وتوفي في 20 يناير 2007 في مستشفى جامعة جورج واشنطن ‏ في الولايات المتحدة بسبب قصور القلب.